# 셀러론
셀러론(영어: Celeron, 문화어: 셀러론)은 인텔에서 개발하는 개인용 컴퓨터용 마이크로프로세서의 상표명이다.
1998년에 처음 등장한 셀러론은 인텔의 상위 프로세서에서 일부 기능을 제외하여 판매하는 보급형 제품이며, 인텔이 밸류 PC로서 부르는 시장에 맞춰 만든 프로세서이다. 가격을 낮추기 위해 보통 2차 캐시나 FSB, 확장 명령어 등의 구성을 다르게하지만, 소프트웨어나 메인보드, 칩셋 등은 같은 시기에 판매되는 펜티엄 또는 코어 프로세서와 호환성을 갖기 때문에 셀러론에서 펜티엄 프로세서로 쉽게 CPU 업그레이드가 가능하다.

## 마이크로프로세서

### 펜티엄 II 계열 셀러론
초기에 발표된 코빙턴(Covington) 코어의 셀러론은 266MHz의 펜티엄 II 프로세서에서 2차 캐시 메모리를 완전 제거한 형태로 출시되었다. 하지만 성능의 하락폭이 워낙 커 널리 사용되지 않았다. 이후에 프로세서의 패키징 기술이 발전하면서 펜티엄 프로와 같은 방식의 온-다이(On-Die) 128KB 2차 캐시가 장착된 멘도시노(Mendocino) 코어 셀러론 프로세서가 출시되었다. (당시 펜티엄 II 프로세서의 2차 캐시는 512KB였다).

### 펜티엄 III 계열 셀러론
코퍼마인(Coppermine)코어의 펜티엄 III 프로세서를 변형한 셀러론 프로세서는 FSB와 2차 캐시 구성에서 펜티엄 III 프로세서와 차이가 있었다. 이 계열의 셀러론 프로세서는 66MHz,100MHz FSB 속도와 128KB의 속도가 느린(긴 레이턴시의) 캐시 메모리를 장착하여 가격을 낮추었다. 또한 투알라틴(Tualatin)코어의 셀러론 프로세서도 출시되었는데. 256KB의 캐시 메모리를 장착하였으며. 100MHz의 FSB를 갖추고 있다.

### 펜티엄 IV 계열 셀러론
펜티엄 4 계열의 셀러론 프로세서는 400MHz의 FSB와 128KB의 2차 캐시 메모리를 장착하여 가격을 낮추었다. 후에 533MHz의 FSB와 256KB의 2차 캐시 메모리를 장착하고 SSE3 명령어셋을 지원하는 프레스캇 코어의 셀러론 D 프로세서가 발표되었다.
셀러론 D 프로세서 이후에 시더밀 코어 기반의 셀러론이 발표되었다. 256KB L2 캐시를 가진 셀러론 D보다 2배 향상된 512KB의 L2 캐시를 가지며 65nm 제조공정이다.

### 코어 2계열 셀러론
코어 2 계열의 셀러론 프로세서는 FSB 800Mhz, L2캐시 512KB를 갖는다. 기본 모태가 되는 것은 코어2이며 초기엔 싱글코어 기반의 프로세서인 셀러론-L만 발표되었지만, 2008년 1월에 듀얼코어 기반의 프로세서인 E1xxx 시리즈를 발표하였다. 그 후 2009년에는 45nm공정으로 넘어감에 따라 셀러론은 1MB의 L2캐시를 갖게 되었으며 주로 E3xxx 시리즈의 CPU에 분포하고 있다. (65nm공정의 펜티엄 듀얼코어와 같다)

### 셀러론 M

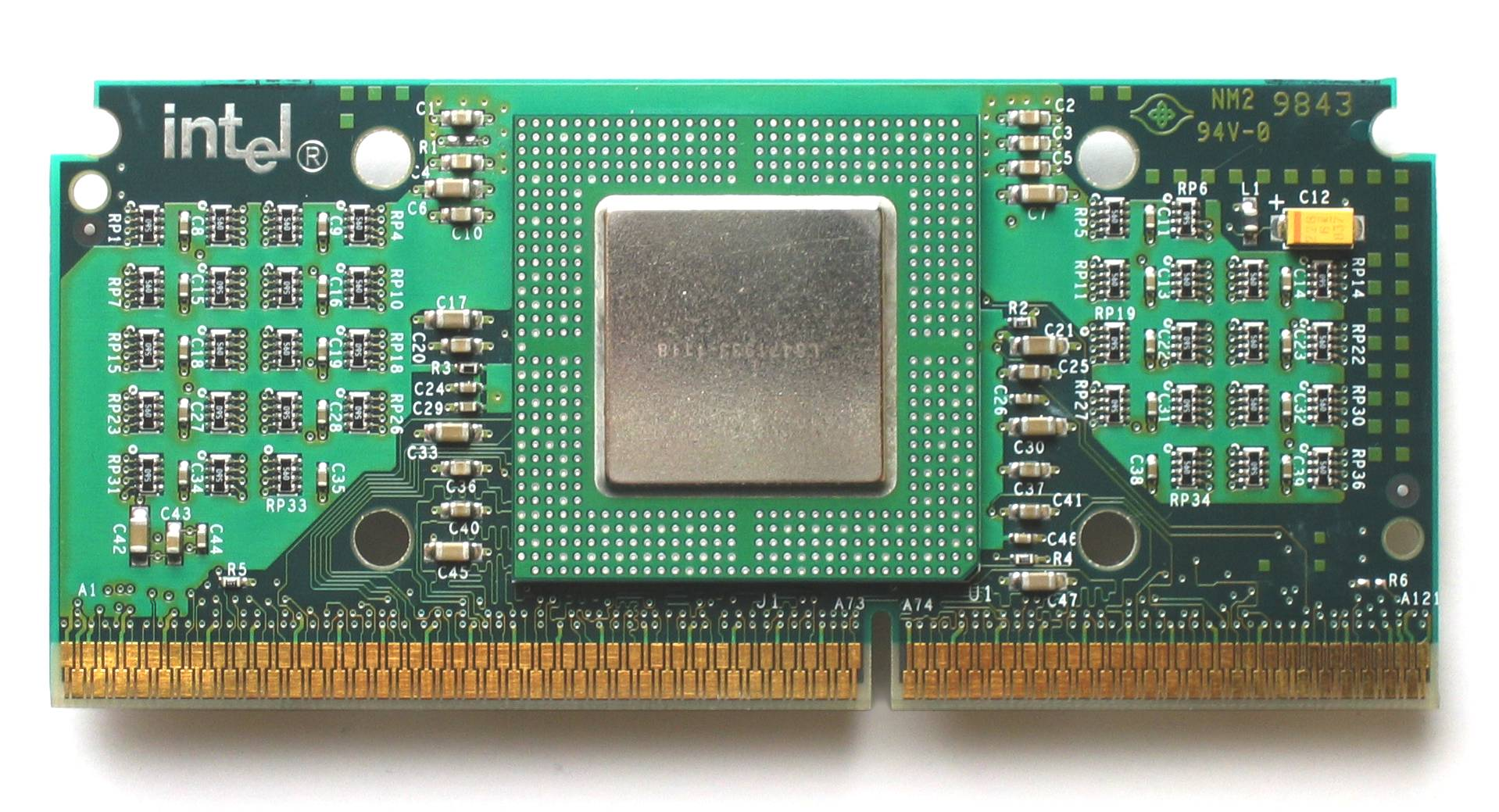
셀러론 300A MHz

셀러론 700 MHz

센트리노 기술의 휴대용 컴퓨터용 펜티엄 M 프로세서를 변형한 셀러론 M 프로세서는 2차 캐시 뿐 아니라 전력 관리 기술에서 펜티엄 M과 차이를 두어 가격을 낮추었다.

## 같이 보기
- 인텔 셀러론 마이크로프로세서 목록